# 綾部薫
綾部 薫（あやべ かおる、1978年 - ）は、日本のソングライター、編曲家、音楽プロデューサー。東京都出身。

## 人物
日本大学芸術学部音楽学科情報音楽コース中退。16歳よりコンピュータによる作曲（DTM）を始め、現在は作曲、編曲、音楽プロデュース活動を中心に日本・アジアのアーティストに楽曲提供。アニメソングの作曲・編曲・音楽プロデュースも手がけている。2011年から映画音楽の作曲活動も開始。2012年、Anthology Music Recordsを主宰。メインレーベルは Anthology Disc。2019年、Anthology Disc Studio設立。
父親は故 綾部肇（ピアニスト、1964年東京オリンピック床体操ピアニスト、シャンソンピアニスト）。

## 主な提供楽曲
- 2006年9月21日　ALISA（樋江井ありさ）「愛のコトバ（Ayaby Slope Style Remix）」（リミックス）
- 2007年
  - 3月28日　SE7EN「会いたい」（作曲・編曲）（2007年4月「THE・サンデー」エンディングテーマ）　
  - 7月4日　SE7EN「Believe」（作詞・作曲）（韓国ドラマ「宮s」日本放送エンディングテーマ）
- 2008年
  - 2月3日　girls on the run「Smile again」（作曲・編曲）（黒伏高原 スノーパーク ジャングル・ジャングル 2008イメージソング）
  - 9月10日　美郷あき「separating moment」（編曲）（TVアニメ『BLASSREITER』第12話ED）
  - 12月10日　MAX「Seventies (Anthology Disc Studio MIX)」（編曲）
- 2009年
  - 4月24日　名塚佳織
    - 「桜」（緑川光と宮田幸季のティアラジオ　2009年4月オープニングテーマ）
    - 「笑って」（作曲・編曲）

  - 6月17日　ステファニー「Forever」「大好きなみんなへ。feat.fans」（共同編曲）（共同編曲）
  - 6月24日　入野自由「Fine　day」（編曲）
  - 11月25日　入野自由「if」（作曲）
- 2010年
  - 2月10日　RINDA（日笠陽子）「ハリケーン・ガール」（編曲）
  - 7月1日　MADOKA.「君の胸にLaLaLa」（作曲）（アニメ『ポケットモンスター ダイヤモンド&パール』エンディングテーマ）』）（第183話 -　第191話（最終回））※シングルCD『やじるしになって!』収録。※CD『ポケモンTVアニメ主題歌 BEST OF BEST 1997-2012』（ZMCP-6139）収録。
  - 10月20日　入野自由「Brand New Heart」（作曲）
  - 12月29日　東方神起（以下全曲Music Box Ver.編曲）
    - 「時ヲ止メテ」「PROUD」「明日は来るから」「HUG」「With All My Heart～君が踊る、夏～」「Begin」「Love in the Ice」「どうして君を好きになってしまったんだろう?」「五線紙」「Forever Love」「Stand by U)」「Kiss The Baby Sky」「Lovin' you」「Bolero」

- 2011年
  - 4月27日　LISP「Surprise Reprise」「キミとセツゾク。」（作曲・編曲）
  - 6月4日　綾部薫「All Is Vanity」（作曲・編曲）（角川映画『軽蔑』）※11月4日DVDリリース
  - 7月16日　メグリアイ「イチバンボシ-Limited Edition-」（作詞・作曲・編曲・サウンドプロデュース）
  - 9月9日　メグリアイ「イチバンボシ」「大好き☆ -Meguriai Summer-」（作詞・作曲・編曲・サウンドプロデュース）
- 2012年
  - 1月20日　映画『新宿狼』（共同作曲）※1月20日DVDリリース
  - 3月7日　メグリアイ「乙女桜」「君だけRefrain」（作詞・作曲・編曲・サウンドプロデュース）
  - 8月3日　メグリアイ「イチバンボシ 2012」「大好き☆ -Endless Summer- 2012」（作詞・作曲・編曲・サウンドプロデュース）
  - 10月12日　メグリアイ「Candy*Girl」「Happy!Lucky!」（作詞・作曲・編曲・サウンドプロデュース）
  - 12月7日　メグリアイ「I WISH ～キミダケヲ～」（作詞・作曲・編曲・サウンドプロデュース）※岡崎みさと初ソロ曲
  - 12月7日　メグリアイ「恋雪 ～White Christmas～」（作詞・作曲・編曲・サウンドプロデュース）
- 2013年
  - 4月5日　メグリアイ（作詞・作曲・編曲・サウンドプロデュース）
    - 「迷宮Fantasia」※山田渚初ソロ曲
    - 「瑠璃色の翼」「大好き☆ -Album ver.-」「イチバンボシ -Album ver.-」「向日葵」「恋の果実」

  - 8月24日 姫リアンズ「幸せのチカラ」（編曲）
  - 10月4日 black diamond「BLACK DIAMOND」（作詞・作曲・編曲・サウンドプロデュース）
  - 10月4日　メグリアイ「ラズベリーKISS」「未来へ!～EMERGE～」（作詞・作曲・編曲・サウンドプロデュース）
- 2014年
  - 4月4日 black diamond「CRAZY TRIBE feat. HAYATO」（作曲・編曲・サウンドプロデュース）
  - 6月6日　メグリアイ「優しい風」「青春茜色」（作詞・作曲・編曲・サウンドプロデュース）
  - 11月25日　鈴村あすか「メイアイラブユー？」「君と空」（作詞・作曲・編曲・サウンドプロデュース）
- 2015年
  - 1月28日　六畳間の侵略者「雪兎」クラノ＝キリハ＜CV：田澤茉純＞曲（作曲・編曲）※DVD・Blu-ray 「六畳間の侵略者 第5巻」
  - 1月31日　サブガール「PARITA」「LAVILA」（作詞・作曲・編曲・サウンドプロデュース）
  - 3月28日　YOPPY「BIG BALLS ～Kaoru Ayabe Remix～」 （リミックス）
  - 6月5日　メグリアイ（作詞・作曲・編曲・サウンドプロデュース）
    - 「Overture」「未来へ -2015ver.-」「君だけRefrain -2015ver.-」「乙女桜 -2015ver.-」「大好き☆ -2015ver.-」「恋の果実 -2015ver.-」「Happy! Lucky!  -2015ver.-」「青春茜色 -2015ver.-」
- 2016年5月1日　柳光絵「I just believe in you」（作曲・編曲・サウンドプロデュース）
- 2017年9月11日　西川さき「HAPPY RAINY DAY!」「きみとぼく」（作曲・編曲・サウンドプロデュース）
- 2018年8月4日　らぶイーたん「れっつ☆いちGO!パークリング(らぶイーたん ver)」（編曲・サウンドプロデュース）
- 2021年2月11日　らぶイーたん「Cheer Song」（作曲・編曲・サウンドプロデュース）

## 主な映像作品プロデュース
- 2013年
  - 7月27日 メグリアイ
    - 「大好き☆」ミュージックビデオ　※YouTube公開
    - 「乙女桜」ミュージックビデオ　※YouTube公開

  - 8月9日 メグリアイ「メグリアイ ショーケース vol.1『私たちを見て下さい』」LIVE DVD
  - 11月24日 メグリアイ（岡崎みさと）「I WISH ～キミダケヲ～」ミュージックビデオ　※YouTube公開
- 2014年
  - 2月7日 大島はるな「Zillion Zest」「追憶のTwilight Tomorrow」ミュージックビデオ　※YouTube公開
  - 4月4日 black diamond「CRAZY TRIBE feat. HAYATO」ミュージックビデオ
  - 5月9日 メグリアイ「TOWER RECORDS SHIBUYA presents メグリアイ 1stワンマンライブ『EMERGE』」LIVE DVD
- 2015年11月24日 Bottom-Up!「告白られたら」ミュージックビデオ

## 雑誌
- 2013年4月25日　タワーレコード「bounce」（2013年5月号）（サウンドプロデューサー）
- 2013年5月20日　音楽出版社「CDジャーナル」（2013年6月号）（サウンドプロデューサー）

## Anthology Music Records
☆ Anthology Discレーベル発売商品
- 2012年3月7日 メグリアイ「君だけRefrain」（ANMR-10001）シングル
- 2012年8月3日 メグリアイ「大好き☆ -Endless Summer- 2012」（ANMR-10002）シングル
- 2012年10月12日 メグリアイ「Candy*Girl」（ANMR-10003）シングル
- 2012年12月7日 メグリアイ「恋雪 ～White Christmas～」（ANMR-10004）シングル
- 2013年4月5日 メグリアイ「めぐり逢い」（ANMR-10005）アルバム
- 2013年8月9日 メグリアイ「メグリアイ ショーケース vol.1『私たちを見て下さい』」（ANBD-10001）LIVE DVD
- 2013年10月4日 メグリアイ「未来へ! ～EMERGE～」（ANMR-10006）シングル
- 2013年10月4日 black diamond「AVANT GYARUDE / BLACK DIAMOND」（ANMR-10007）シングル
- 2014年6月6日 メグリアイ「青春茜色」（ANMR-10008）シングル
- 2014年5月9日 メグリアイ「TOWER RECORDS SHIBUYA presentsメグリアイ 1stワンマンライブ『EMERGE』」（ANBD-10002）
- 2015年6月4日 メグリアイ「乙女のコンチェルト」（AMNR-10010）アルバム

☆ グッズ（非売品）
- 2013年4月5日 メグリアイ「非売品缶バッジ（全10種類）」（ANMR-10005購入者特典）
- 2013年4月5日 メグリアイ「非売品Tシャツ（全1種類）」（ANMR-10005購入者特典）
- 2013年8月9日 メグリアイ「非売品ペンライト（全1種類）」（ANBD-10001購入者特典）
- 2013年8月9日 メグリアイ「非売品マフラータオル（全1種類）」（ANBD-10001購入者特典）
- 2013年8月9日 メグリアイ「非売品 《プレミアム1stワンマンLIVEチケット》（全3種類：渋谷、新宿、ゲスト）」（ANBD-10001購入者特典）
- 2014年4月29日 メグリアイ「非売品チェキアルバム」（ANBD-10002購入者特典）
- 2015年8月10日 メグリアイ「非売品 乙女のコンチェルト特典生写真（全1種）」（ANMR-10010購入者特典）

☆ カラオケ配信
- 2013年7月16日 メグリアイ「大好き☆ -Endless Summer- 2012」（LIVEDAM / JOYSOUND 配信）
- 2013年10月15日 メグリアイ「乙女桜」（LIVEDAM 配信）

☆ Anthology Music Records 主催LIVE
- 2013年9月15日「TOWER RECORDS SHIBUYA presentsメグリアイ 1stワンマンライブ『EMERGE』」
- 2015年8月10日「【タワーレコード移転20周年記念】メグリアイ 3rdワンマンライブ『乙女のコンチェルト』」

☆ Anthology Music Records 共催LIVE
- 2014年4月29日「メグリアイ3周年記念ワンマンライブ ～メグリアイ色に染まれ!!～」

☆ WEB SNS
- Anthology Music Records WEB SITE
- Anthology Music Records (@amroffice) - X（旧Twitter）
- Anthology Music Records (AnthologyMusicRecords) - Facebook